# World Central Kitchen
World Central Kitchen (WCK) is een Amerikaanse non-profitorganisatie die humanitaire voedselhulp biedt aan mensen in crisissituaties. De organisatie werd opgericht in 2010 door de Spaans-Amerikaanse chef-kok José Andrés naar aanleiding van de aardbeving in Haïti. Sindsdien is WCK actief geworden in tientallen landen om voedsel te verstrekken aan slachtoffers van rampen, conflicten en economische ontwrichting.

## Missie
De missie van World Central Kitchen is om zo snel mogelijk voedzame maaltijden te verstrekken aan mensen die getroffen zijn door rampen, oorlog of andere crises. Het motto van de organisatie is “Food is a universal human right” en “We feed people, not tomorrow—today”.

## Geschiedenis
World Central Kitchen werd opgericht na de aardbeving van 2010 in Haïti. Chef-kok José Andrés merkte dat voedselhulp vaak bureaucratisch en traag verliep. Zijn aanpak was om direct te werken met lokale koks, leveranciers en gemeenschappen om snel en vers voedsel te kunnen leveren.
Sindsdien heeft WCK hulp geboden in onder meer:
- Orkanen in Puerto Rico, de Bahama's, en de Verenigde Staten
- Bosbranden in Californië
- De COVID-19-pandemie
- De oorlog in Oekraïne (sinds 2022)
- De aardbeving in Turkije en Syrië (2023)
- De humanitaire crisis in Gaza (2023–2025)

## Activiteiten
World Central Kitchen werkt meestal samen met lokale restaurants, vrijwilligers en gemeenschapsorganisaties. Het richt tijdelijke keukens in of benut bestaande faciliteiten om warme maaltijden te bereiden. In veel gevallen is WCK een van de eerste organisaties ter plaatse.
Bekende voorbeelden van hun werk zijn:
- Puerto Rico (2017): Tijdens orkaan Maria serveerde WCK meer dan 3 miljoen maaltijden.
- COVID-19-pandemie: Duizenden restaurants werden ondersteund om werkgelegenheid te behouden en miljoenen maaltijden te verstrekken.
- Oekraïne: Sinds de Russische invasie serveert WCK dagelijks duizenden maaltijden aan vluchtelingen en bewoners in conflictgebieden.
- Gaza: In samenwerking met andere hulporganisaties organiseerde WCK voedseltransporten over zee en via de lucht.

## Slachtoffers en kritiek
Op 1 april 2024 kwamen zeven medewerkers van World Central Kitchen om het leven bij een Israëlische luchtaanval op hun hulpkonvooi in Gaza. De aanval leidde wereldwijd tot verontwaardiging. Israël erkende een fout te hebben gemaakt en startte een militair onderzoek, maar WCK eiste een onafhankelijk onderzoek. De organisatie staakte tijdelijk haar activiteiten in het gebied.
Ook in Oekraïne kwamen eerder vrijwilligers om bij bombardementen.

## Erkenning en prijzen
- James Beard Humanitarian of the Year Award (2018)
- Prinses van Asturië Prijs voor Concordia (2021)
- Bezos Courage & Civility Award: $100 miljoen schenking van Jeff Bezos (2021)
- José Andrés werd meermaals genoemd in Time 100 lijst van meest invloedrijke personen.

## Financiën en structuur
World Central Kitchen is een geregistreerde 501(c)(3)-organisatie in de Verenigde Staten. De organisatie is afhankelijk van particuliere donaties, giften van filantropen, en samenwerkingen met bedrijven.
Volgens cijfers tot en met 2024 heeft WCK:
- Meer dan 400 miljoen maaltijden uitgedeeld
- Geholpen in meer dan 50 landen
- Meer dan 300 miljoen dollar ingezameld voor noodhulp